# Henri Lloyd
Henri Lloyd är ett brittiskt designermärke som skapades 1963 av Henri Strzelecki.

## Företagsinformation
Henri Lloyd har sitt huvudkontor i Manchester, England och de har över 30 butiker i Storbritannien, Australien, Mellanöstern och Europa. I Sverige har märket tre Flagship Stores, på NK i Stockholm och Göteborg och på Frölunda Torg i Göteborg.

## Historia
Henri LLoyd skapades av Henri Strzelecki, en polsk soldat under andra världskriget som bosatte sig i Manchester efter kriget. Som engagerad seglare på 1960-talet insåg Henri potentialen i ett lokalt nylonmaterial som kallades Bri-Nylon. Henri Strzelecki var först med användandet av tekniskt material i kläderna för seglare. Nyskapande idéer som Henri var först med var blixtlås av nylon och en av de första producenterna att använda Goretex i jackor.